# Hu Lie
Pour les articles homonymes, voir Hu.
Dans ce nom chinois, le nom de famille, Hu, précède le nom personnel.
Hu Lie (220 - 270) était un général du royaume de Wei durant la période des Trois Royaumes en Chine ancienne. 
Il participa à l’offensive contre les Shu menée par Zhong Hui en tant que Commissaire. Après la chute des Shu, il fut confiné à l’intérieur d’un palais avec plusieurs autres commandants lorsque Zhong Hui planifia sa rébellion contre les Wei en l’an 264. Ayant eu écho de la situation, il fit transmettre la nouvelle à son fils Hu Yuan qui était à la tête d’une force à l’extérieur de Chengdu. Ainsi, les armées Wei investirent la ville et tuèrent Zhong Hui et son complice Jiang Wei, mettant fin à la rébellion.